# Nationaal park Rago
Nationaal park Rago (Noors: Rago nasjonalpark/ Samisch: Rago nasjonalparkká) is een nationaal park in Nordland in Noorwegen. Het werd opgericht in 1971 en is 171 vierkante kilometer groot. Het park grenst aan het Zweedse werelderfgoed Laponia, meer bepaald aan de Zweedse nationale parken Sarek, Stora Sjöfallet, Padjelanta; samen vormen de vier parken een beschermd gebied van ca. 5400 vierkante kilometer. Het landschap van Nationaal park Rago bestaat uit fjell met diepe kloven en grote granietblokken. 
De eerder beperkte flora van het park omvat zachte berk, boswilg, wilde lijsterbes, Europese trollius, rozewortel, viooltje, Zweedse kornoelje, beenbreek, kraaihei, kruidwilg, gekroesde rolvaren. Er leven enkele vogelsoorten, waaronder sneeuwgors, tapuit, graspieper, Alpensneeuwhoen, waterspreeuw, blauwborst, en langs de Ragoelva-rivier zanglijster, koperwiek, kramsvogel, fitis, tuinfluiter. In het park komt de vos, eland, veelvraat, hermelijn, haas, eekhoorn, forel en de trekzalm voor.

## Afbeeldingen

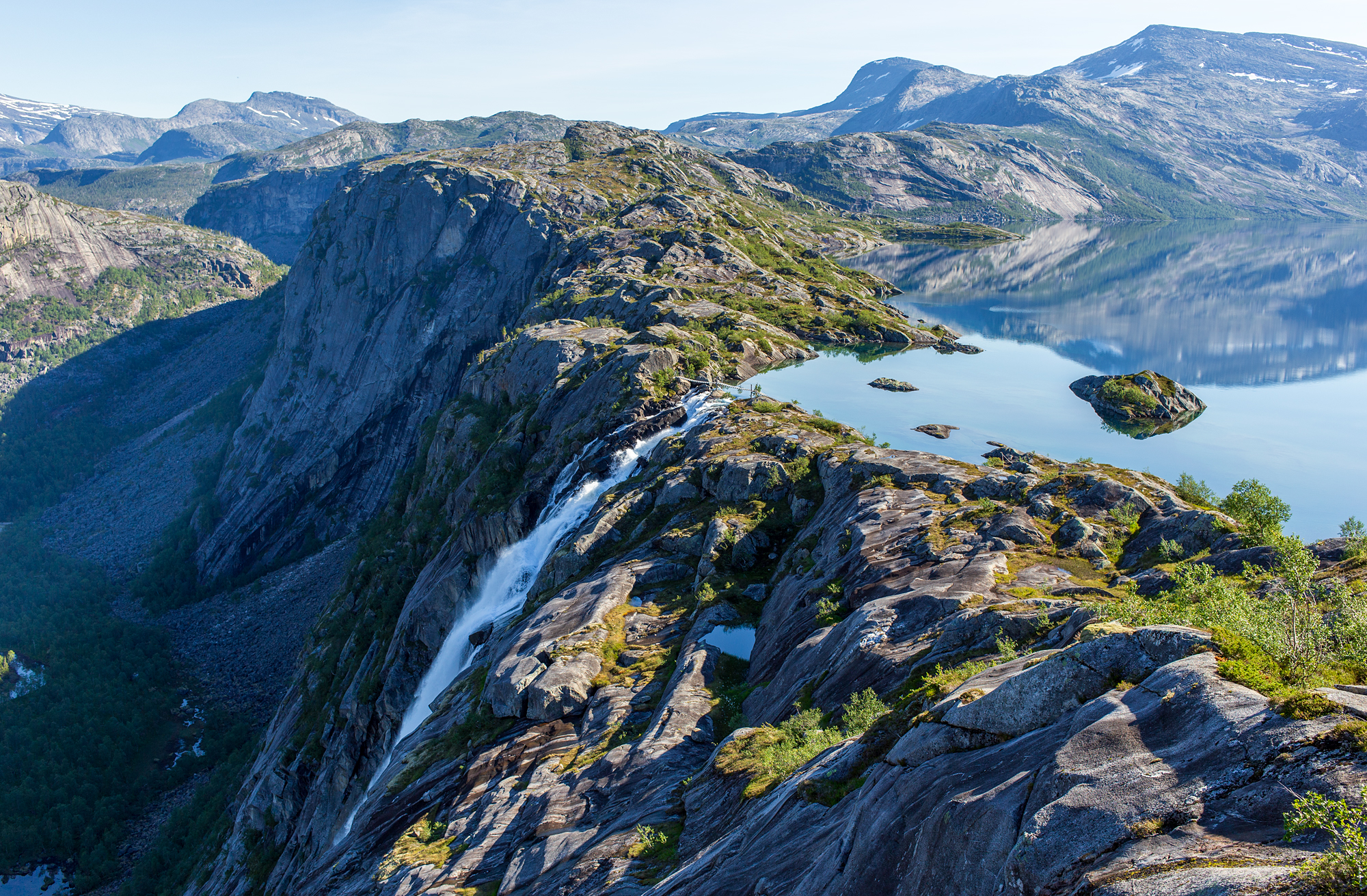
Litverifossen-waterval en Bassejávrre/Litverivatnet-meer
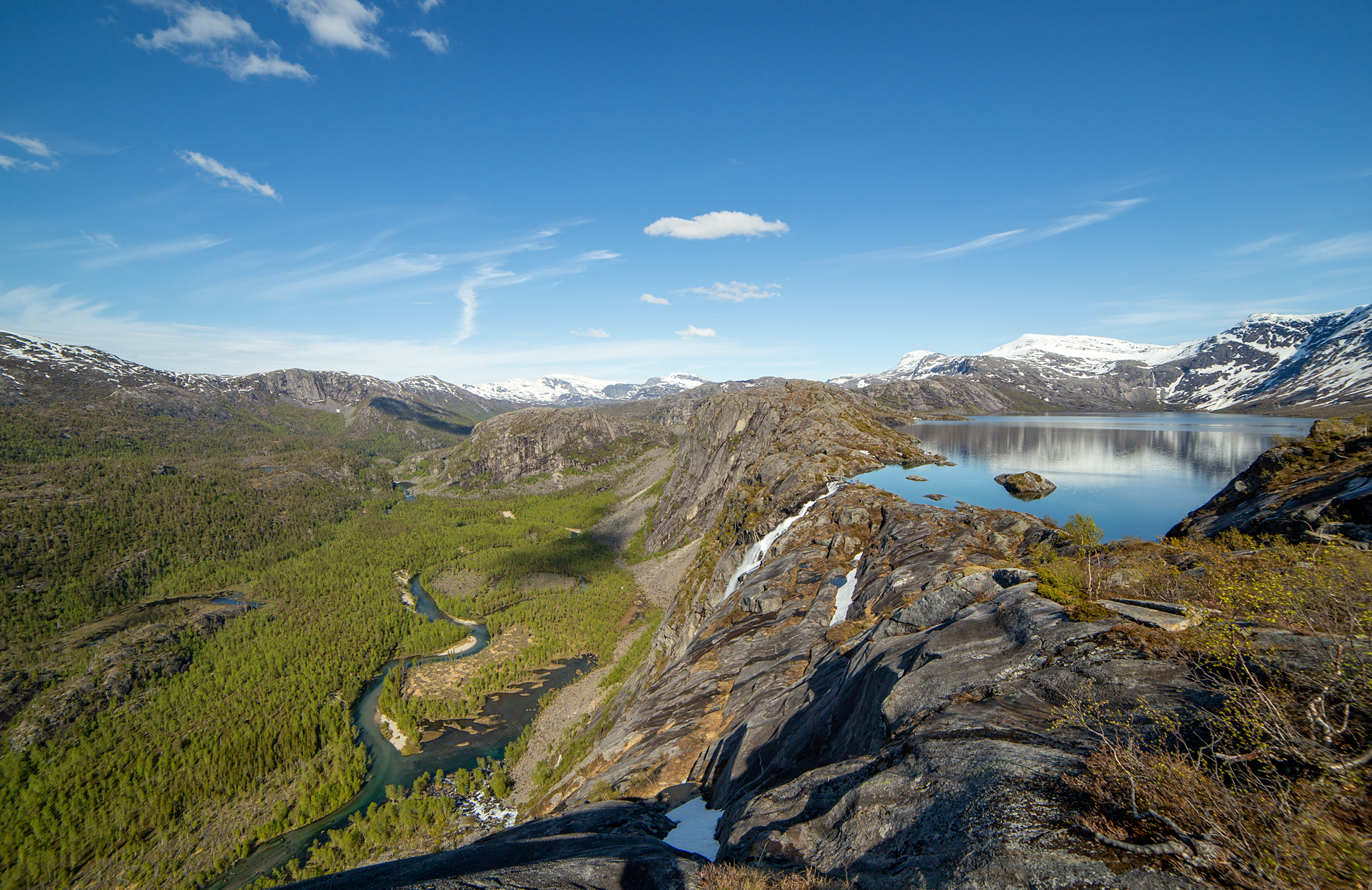
Litverifossen-waterval en Bassejávrre/Litverivatnet-meer
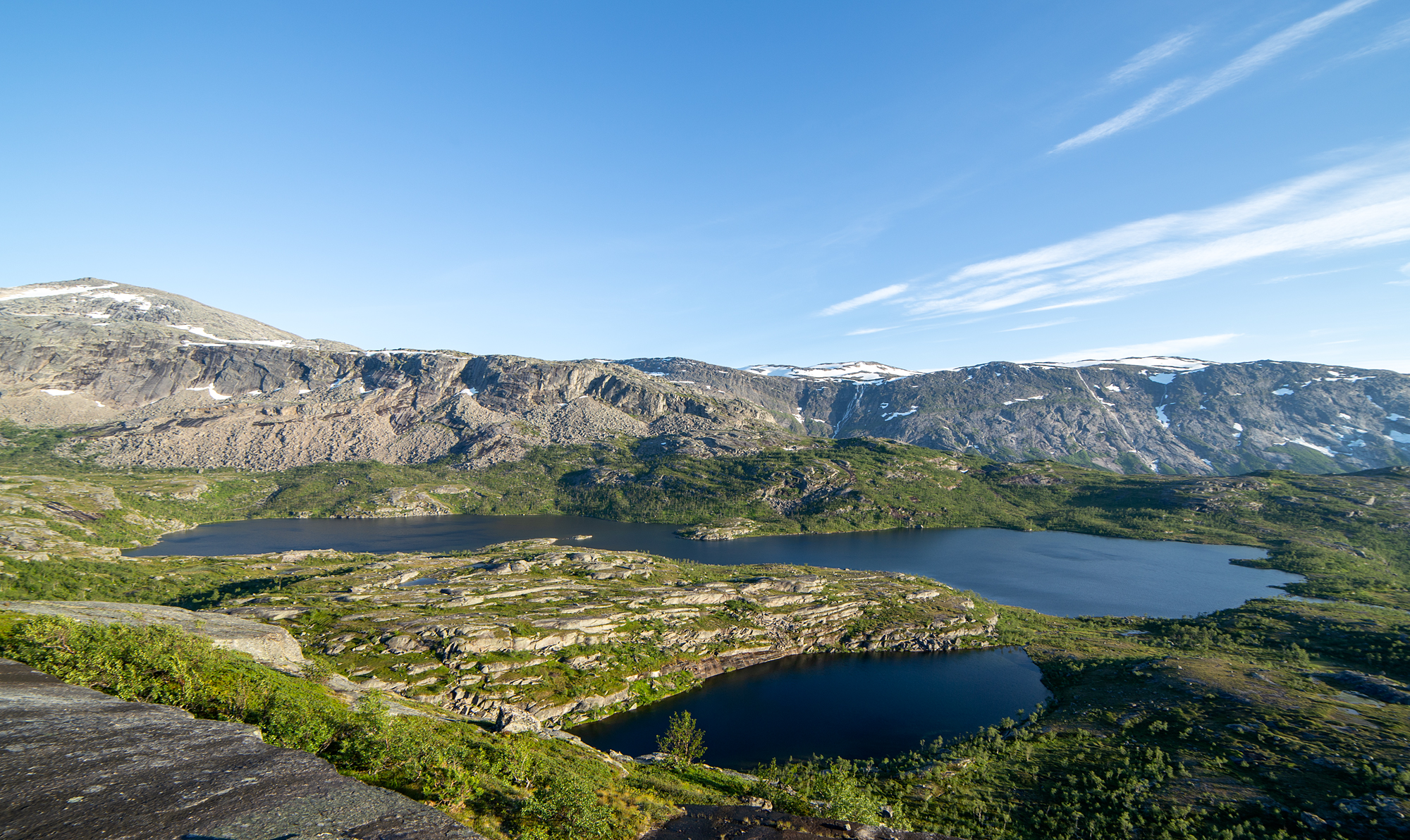